# 通州博物馆
通州博物馆，位于北京市通州区中仓街道西大街9号，新华大街闸桥西南侧，是北京市通州区的区级综合性博物馆。

## 历史
1990年1月，经中共通县县委、通县人民政府决定，成立通州博物馆，为全额拨款事业单位。
1991年春，将通县老干部局占用的两进仿古四合院（原为万字会院）改建为通州博物馆。1992年1月1日正式开馆。通州博物馆共有四个展厅，其中三个临时展厅，一个固定陈列展厅。馆内的固定陈列为“古代通州”展，展出通州的文物，表现通州区自新石器时代以来的历史，以及大运河文化。
经过两年修缮，2016年通州博物馆重新对外开放。馆内展陈面积比原先增加近一倍，达到1000平方米。馆内设6个展厅。

## 建筑
通州博物馆的馆址为北京市通州区文物保护单位“万字会院”。清朝时，此处为三官庙，清朝康熙十二年（1673年）修，祀三官即天官、地官、水官等神像。1923年，北京万国道德会通州分会在三官庙的废墟上创建了一座仿古四合院，因该会会标为“卍”字，所以在该四合院的大厅、前厅、后厅的墀头上雕刻“卍”字，该四合院也俗称“万字会院”。1935年12月，殷汝耕组建冀东防共自治政府，通州“万字会”逐渐成为汉奸的活动据点。
1964年该四合院获得重修，并改为“东颐饭店”，不久关闭。中共十一届三中全会后，该四合院由通县老干部局使用。1991年经过重修，改建为通州博物馆。

## 展览
2016年重新开放后，通州博物馆的固定展陈分两部分：第一部分是运河文明展，介绍通州运河文化从秦汉到元明清的历史；第二部分是通州自新石器时代到近现代的历史沿革。通州博物馆馆藏的有关运河文明的文物2800多件，其中有运河源流图、军粮经纪密符扇、清朝雍正年间的漕运布告。